# Maria Severa Onofriana
Maria Severa Onofriana (Lisbonne, 26 juillet 1820 - Lisbonne, 30 novembre 1846) fut une chanteuse portugaise, considérée comme la créatrice du genre du fado. Elle est également connue sous le nom de Maria Severa ou sous le diminutif de A Severa.

## Biographie
Elle est née à Lisbonne dans le quartier de Madragoa, en 1820. Sa mère, Ana Gertrudes, était propriétaire d'une taverne et était surnommée « A Barbuda » (La Barbue) en raison de la barbe qu'elle portait. Maria fut d'abord prostituée, et elle commença à chanter dans une taverne située Rua do Capelão (dans le quartier de la Mouraria). Elle eut plusieurs amants célèbres, dont le comte de Vimioso (Dom Francisco de Paula Portugal e Castro) qui, d'après la légende, fut ensorcelé par la voix de Maria Severa et ses interprétations à la guitare portugaise. Il l'emmena souvent assister à des corridas.
Elle mourut de la tuberculose le 30 novembre 1846, Rua do Capelão. Elle fut enterrée au cimetière de São João dans une fosse commune.
Sa renommée est due en grande partie à Júlio Dantas et à son roman A Severa (adaptée pour le théâtre en 1901), ainsi qu'au premier film sonore portugais, réalisé en 1931 par Leitão de Barros, A Severa.